# Шевченко Сергій Володимирович
Сергі́й Володи́мирович Шевче́нко (нар. 4 серпня 1960, м. Краматорськ нині Донецької області) — український письменник, публіцист, редактор. Заслужений журналіст України.
Член Національної спілки журналістів України (1996), Національної спілки письменників України (2011), Національної спілки краєзнавців України (2015).

## Життєпис
Народився в сім'ї робітників. Закінчив середню школу № 17 у Краматорську (1977). Здобув вищу освіту на факультеті журналістики Київського державного університету імені Тараса Шевченка (1982).
Працював у пресі на Київщині (1982—1985, м. Біла Церква). Служив в органах державної безпеки (1985—2010): у той період очолював пресцентр Управління СБУ в м. Києві та Київській області (1992—1999), був відповідальним редактором науково-практичних видань СБУ, керував науковою лабораторією Інституту дослідження проблем державної безпеки. Полковник запасу, ветеран військової служби.
З листопада 2010 року по серпень 2012-го перебував на державній службі: начальник відділу, заступник начальника управління — начальник відділу Державної служби України з контролю за наркотиками (напрями діяльності — міжнародні зв'язки, консультації з громадськістю, взаємодія зі ЗМІ). Державний службовець 8-го рангу (2011). З жовтня 2017 по червень 2019 року працював помічником керівника НСЖУ.
Від травня 2022 року, за рекомендацією НСЖУ, учасник міжнародної програми Journalists-in-Residence Kosovo з проживанням у Приштині (Косово); партнери програми — Європейська федерація журналістів і НСЖУ, виконавці — Європейський центр свободи преси та медіа й Асоціація журналістів Косова.

## Творчість
Як член редколегії 3-томного науково-документального видання «Остання адреса. До 60-річчя соловецької трагедії» (1997—1999) очолював документознавчі пошукові експедиції, що під час відряджень працювали в архівах Російської Федерації — в Архангельську, на Соловках, у Республіці Карелії. Виявлені там унікальні матеріали лягли в основу наукових і публіцистичних видань, радіо- і телерепортажів (Перший національний, ТІА «Вікна», СТБ), нарисів і статей у періодиці («Молодь України», «Робітнича газета», «Факты и комментарии», «День», «Дзеркало тижня. Україна», «Столиця», «Українська доля», «Кримська Світлиця», журнали «Україна», «Світогляд» та ін.), в альманахах «Історичний календар», «Київський журналіст». У різні роки героїв його публікацій визнано лауреатами журналістських акцій «За спасіння» й «Герой нашого часу». З 2014-го блогер на сайті Національного інформаційного агентства «Укрінформ». З вересня 2016-го співпрацює з Міжнародною інформаційною агенцією «Вектор ньюз» (Vector News), ініціатор її спецпроєкту й інформаційної акції «Рік жертв Великого терору», склав і опублікував оновлений, істотно доповнений «Український список Сандармоху». Вів авторську програму історичної тематики на емігрантському радіо «Отчизна» (2018).
Автор збірників публіцистики і творів, уміщених у науково-документальних, літературно-художніх та інших друкованих виданнях переважно історичної тематики. Як краєзнавець у Переяславі (Київська область) ідентифікував за віднайденими оригіналами документів будинок Чубука-Подільського, споруджений за проєктом Василя Кричевського, автор перших публікацій про цю знахідку. Брав участь у пошуковій роботі й увічненні пам'яті вояків-правоохоронців, полеглих 1941 року на Київщині в боях з нацистами.

### Книжки
- Українські Соловки (К.: ЕксОб, 2001) — збірник нарисів і статей (співавтор — історик Дмитро Вєдєнєєв), за видання якого С. Шевченка визнано переможцем у конкурсі професійної майстерності Національної спілки журналістів України в номінації «Журналістська акція» (постанова секретаріату НСЖУ від 14.05.2004)[8][9].
- Архіпелаг особливого призначення (К.: Фенікс, 2006) — автора збірки публіцистики відзначено Премією імені Івана Франка у галузі інформаційної діяльності (2007)[10].
- Розвіяні міфи. Історичні нариси і статті (К.: Фенікс, 2010). Цю книжку, написану в співавторстві з Дмитром Вєдєнєєвим, уперше видано за фінансової підтримки тільки однофамільців — учасників доброчинної культурної акції «Толока Шевченків» (ініціатор акції Шевченко С. В., інформаційну підтримку «Толоці…», проведеної в розвиток вітчизняних традицій меценатства, надали Всеукраїнський благодійний фонд «Журналістська ініціатива» і Клуб славетних Шевченків)[11]. Співавторів збірника відзначено Міжнародною премією імені Володимира Винниченка (2011), яку заснував Український фонд культури.
- Золоте перо. Людмила Мех (К.: ВПК «Експрес-Поліграф», 2012) — автор-упорядник збірника статей, спогадів, світлин про життя і творчість Людмили Мех, української журналістки і громадської діячки, засновниці й президента Всеукраїнського благодійного фонду «Журналістська ініціатива», президента Всеукраїнського автомобільного клубу журналістів.
- Соловецький реквієм (К.: ВПК «Експрес-Поліграф», 2013) — збірка публіцистики про українське «розстріляне відродження», видана за державною програмою «Українська книга». Автора відзначено Мистецькою премією «Київ» імені Анатолія Москаленка[12] (2014) за творчість 2011—2013 років у галузі журналістики та Премією імені В'ячеслава Чорновола за кращу публіцистичну роботу в галузі журналістики (2014) за історичний нарис «Соловецький вівтар української незалежності»[13], матеріали якого покладено в основу збірки. У жовтні 2014-го НСЖУ подала кандидатуру С. Шевченка на здобуття Національної премії України імені Тараса Шевченка 2015 року за книгу публіцистики «Соловецький реквієм»[14].
- Майдан гідності (К.: Експрес-Поліграф, 2014) — автор-упорядник фотоальбому (спецвипуску альманаху «Київський журналіст») про Євромайдан у Києві і роботу преси в цій гарячій точці[15].
- Наган-країна (К.: Український пріоритет, 2019) — збірка публіцистики, за яку авторові присуджено Київську обласну літературну премію імені Григорія Косинки 2019 року[16][17].
- Імперія терору (К.: Фенікс, 2021) — збірка публіцистики, що позиціонується як друга частина авторського двокнижжя (перша — Соловецький реквієм)[18]. За збірку авторові надано 2023 року Першу премію Літературно-наукового конкурсу Фонду Воляників—Швабінських при Фундації Українського вільного університету (Нью-Йорк, США).

Член авторських колективів ювілейних видань «На сторожі незалежності держави. 10 років Службі безпеки України» (2002), «Служба безпеки України: становлення, досвід, пріоритети діяльності» (2007), «Біла книга 2008. Служба безпеки України» (2009, перекладена англійською мовою). Упорядник, редактор, автор післяслова книжки Василя Горбатюка «Позиція. Публікації, документи, спогади» (2005). Член редколегій книжок «Органи державної безпеки Київщини (1917—2006) у фотографіях та документах» (2006), «Органи державної безпеки Київщини (1917—2008) у фотографіях та документах» (2008), альманаху «Київський журналіст» (2017). Співупорядник і один з авторів: художньо-публіцистичного збірника «Слово — зброя?» (2009), виданого з нагоди 50-річчя Національної спілки журналістів України; документально-публіцистичного збірника «Життя — Вітчизні. Голова СБ України генерал-полковник Маліков. З нагоди 75-річчя» (2017). Автор переднього слова до роману Олександра Волощука «Сорок чотири дні» (2012). Редактор, автор післяслова до роману Анатолія Сахна «Вершина» (2012, згодом виданого під назвою «Соло бунтівного полковника. Вершина»), перший читач рукописів «Вершини», романів у трьох книгах «Острів Хо. Поріг болю» (2017) і «Ліліпути на підборах». Окремі твори вміщено в книжках «Убієнним синам України. Сандармох» (2006, Республіка Карелія, упорядник Лариса Скрипникова), «Журналісти з Київського університету. Спогади. Світлини. Імена» (2008), 2-томнику історичної публіцистики «Екстракт 150» (2009, серія «Бібліотека газети „День“»), 2-томнику «Сльоза пекучої пам'яті» (2009), «Доля, створена талантом. Спогади про Володимира Боденчука» (2011), «Вистраждане і пережите. Мемуари Олега Бабишкіна і спогади про нього» (2013), «Уроки Дмитра Прилюка» (2015), «Назавжди в серці» (2020), антології «Літературні джерела Київщини» (2021) та ін. Автор вступної статті у книжці Ольги Пилипчук «Нескорена Україна: Поезія і публіцистика» (2018), статей в Енциклопедії сучасної України (2008, том 8), Енциклопедії для видавця та журналіста (2010). Автор фотоілюстрацій, редактор науково-документального збірника «Українське суспільство і наркотики: розвиток нового стратегічного підходу. Міжнародна конференція високого рівня, Київ, 21—23.05.2012» (російською мовою, 2012).

### Вибрані історичні нариси, статті
- Правда історії. Остання адреса «всесвітника» Максима Юр'єва // Дзеркало тижня. Україна. — 2024. — 14 січня.
- Звичайний рашизм: думки з минулого // Vector News. — 2022. — 14 червня.
- Петро Мадера не був донощиком на Соловках [Архівовано 10 лютого 2022 у Wayback Machine.] // Vector News. — 2022. — 9 лютого.
- Сергій Шевченко. Будинок на Буртах (Переяславське відкриття). — Літературні джерела Київщини: антологія. — Київ : Видавництво Ліра-К, 2021. — С. 842—850.
- Борис Пилипенко: художник без картин... [Архівовано 11 листопада 2021 у Wayback Machine.] // Vector News. — 2020. — 15 квітня.
- Володимир Хуторянський: з хрестом проти зірки [Архівовано 11 листопада 2017 у Wayback Machine.] // Vector News. — 2017. — 8 листопада.
- Михайло Яловий: зауваги до творів про розстріляного митця (частина 2) [Архівовано 11 листопада 2017 у Wayback Machine.] // Vector News. — 2017. — 25 вересня.
- Михайло Яловий: зауваги до творів про розстріляного митця (частина 1) [Архівовано 11 листопада 2017 у Wayback Machine.] // Vector News. — 2017. — 22 вересня.
- «Польські операції» Кремля і Луб'янки: серпневі паралелі [Архівовано 3 вересня 2017 у Wayback Machine.] // Vector News. — 2017. — 20 серпня.
- «Цілком таємна» кривава бійня Кремля: оперативний наказ № 00447 [Архівовано 11 серпня 2017 у Wayback Machine.] // Vector News. — 2017. — 8 серпня.
- Рік жертв Великого терору: вшануймо пам'ять репресованих // Дзеркало тижня. Україна. — 2017. — № 20. — 27 травня — 2 червня (за цю статтю відзначений Премією імені Івана Франка у галузі інформаційної діяльності 2018 року).
- Гібридна імперія: спогади про майбутнє в Рік жертв Великого терору [Архівовано 18 квітня 2018 у Wayback Machine.] // Vector News. — 2017. — 4 квітня.
- Побачити Париж і померти... в'язнем Соловків [Архівовано 2 березня 2017 у Wayback Machine.] // Vector News. — 2017. — 27 лютого.
- Лютневе масове вбивство як складник «величі» Росії [Архівовано 2 березня 2017 у Wayback Machine.] // Vector News. — 2017. — 2, 8 лютого.
- З нагоди 80-х роковин кремлівської терористичної операції // Vector News. — 2017. — 12 січня.
- Як фабрикували справи проти «українських націоналістів» [Архівовано 2 березня 2017 у Wayback Machine.] // Vector News. — 2016. — 14, 15 грудня.
- «Українізація» по-кремлівськи: терор, Соловки, розстріли // Vector News. — 2016. — 16 листопада.
- За любов до України імперія нищила цвіт нації, а за власні злочини Москва «реабілітувала» себе [Архівовано 15 листопада 2016 у Wayback Machine.] // Vector News. — 2016. — 7, 8 листопада.
- Ґарет Джоунз і Голодомор 1932—1933 років: факти без кремлівської пропаганди [Архівовано 26 жовтня 2016 у Wayback Machine.] // Vector News. — 2016. — 19 жовтня.
- Українські політв'язні 1930-х років протистояли сваволі влади в alma mater ГУЛАГу [Архівовано 24 вересня 2016 у Wayback Machine.] // Vector News. — 2016. — 15, 20 вересня.
- Григорій Марченко. «Москаль-терорист» з українського Ямполя [Архівовано 6 березня 2016 у Wayback Machine.] // Дзеркало тижня. Україна. — 2016. — № 5. — 12—19 лютого.
- Правди сила нездоланна. // Журналіст України. — 2015. — № 9 (400). — С. 14—15.
- Олекса Влизько: таємниця страти поета [Архівовано 4 березня 2016 у Wayback Machine.] // Дзеркало тижня. Україна. — 2015. — № 26. — 17—24 липня.
- Ґро Вакар: ім'я з мороку Соловків [Архівовано 16 липня 2015 у Wayback Machine.] // Дзеркало тижня. Україна. — 2015. — № 21. — 12—19 червня.
- «Список Сандармоху»: убієнні сини (і «пасинки»?) України [Архівовано 14 березня 2015 у Wayback Machine.] // Дзеркало тижня. Україна. — 2015. — № 9. — 13—20 березня.
- Володимир Удовенко: дві дати розстрілу [Архівовано 16 липня 2015 у Wayback Machine.] // Дзеркало тижня. Україна. — 2015. — № 1. — 16—23 січня.
- Паршива вівця серед католицьких мучеників [Архівовано 16 липня 2015 у Wayback Machine.] // Дзеркало тижня. Україна. — 2014. — № 47. — 12—19 грудня.
- Микола Зеров: неокласика політичних репресій [Архівовано 16 липня 2015 у Wayback Machine.] // Кримська світлиця. — 2014. — № 39. — 26 вересня.
- Всеволод Ганцов: життя після свинцевої зливи [Архівовано 16 липня 2015 у Wayback Machine.] // Дзеркало тижня. Україна. — 2014. — № 18. — 22—30 травня.
- Микола Нарушевич: ще одна таємниця «останньої адреси» [Архівовано 16 липня 2015 у Wayback Machine.] // Дзеркало тижня. Україна. — 2014. — № 10. — 21—28 березня.
- Випускник «соловецької академії» [Архівовано 21 липня 2015 у Wayback Machine.] // Дзеркало тижня. Україна. — 2014. — № 6. — 22—28 лютого.
- Безжальні щупальця імперії [Архівовано 16 липня 2015 у Wayback Machine.] // День. — 2014. — № 32. — 21 лютого.
- «Остання адреса» Геннадія Садовського: «Любіть Україну за важке минуле та сучасне. Любіть її, як я її любив!» [Архівовано 1 березня 2020 у Wayback Machine.] // Дзеркало тижня. Україна. — 2014. — № 3. — 31 січня — 7 лютого.
- Списки Сандармоху: апофеоз «громадянських сутінків» [Архівовано 16 липня 2015 у Wayback Machine.] // Сайт Радіо Свобода. — 2012. — 8 лютого.
- Соловки: чорний слід у Білому морі [Архівовано 11 липня 2020 у Wayback Machine.] // Світогляд. — 2010. — № 2. — С. 76—80.
- «Жнива скорботи» на Київщині (нотатки за архівними матеріалами ГПУ—НКВД)»[22] в багатотомному виданні Національна книга пам'яті жертв Голодомору 1932—1933 років в Україні: Київська область. / Український інститут національної пам'яті, Київська обласна державна адміністрація. Упорядник Гай А. І. — Біла Церква: Буква, 2008).
- Микола Любинський і логіка червоного терору. Невідомі сторінки українського Розстріляного відродження [Архівовано 4 березня 2016 у Wayback Machine.] // Дзеркало тижня. — 2008. — № 15. — 18—25 квітня.
- Молох соловецького терору. Масові розстріли: рік 1938-й [Архівовано 31 жовтня 2020 у Wayback Machine.] // День. — 2008. — № 67. — 11 квітня.
- Таємниці Сікирної гори [Архівовано 31 жовтня 2020 у Wayback Machine.] // День. — 2007. — № 187. — 31 жовтня.
- Пересторога [Архівовано 16 липня 2015 у Wayback Machine.] // День. — 2007. — № 58. — 4 квітня.
- Розстріляні в Сандармосі [Архівовано 7 жовтня 2015 у Wayback Machine.] // День. — 2006. — № 180. — 20 жовтня.
- Із Соловків не повернувся… [Архівовано 16 липня 2015 у Wayback Machine.] // День. — 2005. — № 228. — 9 грудня.
- Лесь Курбас: «Силу нації не можуть вбити ніякі декрети» [Архівовано 16 липня 2015 у Wayback Machine.] // День. — 2005. — № 199. — 29 жовтня.
- Козацький хрест в урочищі Сандармох // День. — 2005. — № 155. — 30 серпня.
- Біографія «гільйотини України» [Архівовано 16 липня 2015 у Wayback Machine.] // День. — 2002. — № 114. — 27 червня.

### Інше
Друкувався у відомчих збірниках СБУ, науковому і документальному журналі «З архівів ВУЧК–ГПУ–НКВД–КГБ», журналі «Журналіст України». Співредактор наукового видання Світлани Ляшко «Автобіографічні джерела Постійної комісії для складання Біографічного словника діячів України (1918—1933) Всеукраїнської академії наук» (2018), рукопису роману Валерія Макеєва «Вірний присязі!» (2019) та ін. Упорядник і редактор альманаху «Журналіст України», член редколегії альманаху «Київський журналіст» (2019), які видано з нагоди 60-річчя НСЖУ. Редактор книжок Володимира Черкуна «Щоб мрії збувалися… Комітет» (2017), Анатолія Волощука «Сыщики… и смех и грех…» (2010). Відповідальний редактор науково-популярного видання «Слідами полеглого полку» (2011, автор — Олег Шевченко). Сценарист і режисер документальних фільмів серії «Служба безпеки: регіони — Центр» (1998—1999). Консультант документального фільму «Сандармох» (режисер Олександр Рябокрис, Перший національний, 2007). Автор низки статей у Вікіпедії, а також публікацій на теми спорту, зокрема висвітлював чемпіонат Європи зі стрибків у воду (Київ, 2017) та низку міжнародних футбольних матчів за участю ФК «Динамо» (Київ) у кваліфікаційних раундах і плей-оф Ліги чемпіонів і в Лізі Європи УЄФА у 2017—2019 роках.

## Громадська діяльність
Секретар Національної спілки журналістів України (з травня 2017 року). Член правлінь Київської організації НСЖУ (з 2012), Київської обласної організації Національної спілки письменників України (з 2015), Українського фонду культури імені Бориса Олійника (з 2020). Був першим заступником голови наглядової ради Всеукраїнського благодійного фонду «Журналістська ініціатива», з серпня 2021 року — віцепрезидент цього фонду. Координатор Всеукраїнського автомобільного клубу журналістів. Член експертної ради Державного комітету телебачення і радіомовлення України з питань аналізу та оцінки видавничої продукції щодо віднесення її до такої, яка не дозволена до розповсюдження на території України (з 27.01.2017).
Заступник голови журі Мистецької премії «Київ» імені Анатолія Москаленка (з 2018), член комітету з присудження премії імені Богдана Хмельницького за краще висвітлення військової тематики у творах літератури та мистецтва (з 2018), член комісії з розгляду питань щодо присудження Київської обласної літературної премії імені Григорія Косинки (з 2019), член журі творчого конкурсу Федерації профспілок України «Захистити людину праці» (2022, конкурс не відбувся через повномасштабне вторгнення в Україну військ РФ). Член журі творчого конкурсу НСЖУ «Інформаційна передова-2022» в номінації «Міжнародна солідарність». Член комісії НСПУ з військово-патріотичної літератури (з 2015). Член ради Міжнародного об'єднання «Соловецьке братство», член Клубу славетних Шевченків, Української асоціації ветеранів — співробітників спецпідрозділів по боротьбі з корупцією і організованою злочинністю («К») Служби безпеки України. Член редакційної ради журналу «Журналіст України» (2017—2018), який з 2019-го став неперіодичним виданням. Був членом науково-редакційної ради громадсько-правового журналу «Комітет».
Член оргкомітетів і учасник спортивних та доброчинних акцій преси: традиційного дитячо-юнацького футбольного турніру на приз газети «Експрес-об'ява» (2001—2009, м. Жмеринка Вінницької області); міжнародного футбольного матчу дружби «Журналіст України» — «Шпіґель» (2006, м. Київ); міжнародної благодійної фотовиставки «В об'єктиві — автопробіг» (2007, м. Київ); всеукраїнських семінарів для журналістів «Культура мови — культура нації» (2008, м. Черкаси; 2011—2012, м. Київ; 2013, м. Переяслав — Київ; 2014—2017, м. Київ); Першого всеукраїнського турніру з футболу серед команд засобів масової інформації (2013, м. Київ); багатоетапної культурної акції «Книжки — захисникам України» (2017—2021). Координатор від НСЖУ фотовиставок «Журналісти на передовій» (також один з авторів світлин), «Донбас: діти війни», «Рік Верховної Ради восьмого скликання» (Київ, 2015), «Журналісти на Євромайдані» (2019, один з авторів світлин). Був членом журі Міжнародного відкритого творчого конкурсу журналістів «Срібне перо» (2011—2013, м. Судак, Автономна Республіка Крим).
Делегат XII і XIV звітно-виборних конференцій Київської організації НСЖУ (17.02.2012, 29.03.2017), XII, XIV з'їздів НСЖУ (24—25.04.2012, 20—21.04.2017), VII звітно-виборної конференції Українського фонду культури (20.12.2012), VII і VIII позачергових з'їздів письменників України (29.11.2014, 31.03.2017), звітно-виборної конференції Київської обласної організації (13.01.2022) і VII з'їзду Національної спілки краєзнавців України (2022).
У складі делегацій громадськості брав участь у міжнародних днях пам'яті жертв політичних репресій, неодноразово відвідував з цією метою меморіали в Левашово (Левашовське меморіальне кладовище, Санкт-Петербург), урочищі Сандармох у Медвеж'єгорському районі Республіки Карелії та Соловецькі острови (РФ). Після 2009 року влада РФ заборонила публіцистові в'їзд на територію цієї держави (про наявність заборони Сергію Шевченку повідомили білоруські прикордонники в серпні 2012 року — під час чергової поїздки української делегації до меморіалів).
Учасник міжнародних форумів, семінарів, круглих столів, науково-практичних конференцій з питань історії та журналістики, що проводилися, зокрема, в містах Санкт-Петербург (РФ), Київ, Харків (Україна), Казімеж-Дольни (Польща, 13—14.09.2014), Братислава (Словаччина, 2022), Краків (Польща, 2023), а також учасник обласних літературно-мистецьких свят «Веселки над Київщиною», Всеукраїнського історико-культурологічного форуму «Сікорські читання» (07.11.2012, 18.10.2013, 18.10.2016, 16.10.2019, Переяслав, Київська область), паломницької місії на Афон (2014, Греція), прощі «Соловецького братства» в Україні (03—11.08.2014) та ін. Перебував у творчій поїздці письменників на Донеччину в зону проведення АТО в час війни на сході України (12—15.10.2015), учасник візиту делегації НСЖУ до Китаю (02—10.07.2017). Брав участь в організації семінару 24 квітня 2018 р. «Дякуємо тобі, Україно!» і конференції 18 травня 2019 р., які провела в Києві Асоціація «Фонд за безпеку продуктів харчування та життя» (Японський проєкт) у партнерстві з ВБФ «Журналістська ініціатива» і НСЖУ, і на запрошення Японського фонду майбутніх поколінь двічі відвідав Японію у складі журналістських делегацій (2018—2019, 2022). Ініціатор інформаційної кампанії «Здоров'я майбутніх поколінь» (2021). Член оргкомітету всеукраїнського журналістського фестивалю «Буковель Натхнення» (20—23.09.2018. Буковель, Івано-Франківська область).

## Інтерв'ю
- Ірина Штогрін. Що знають українці про Сандармох?. Радіо Свобода. 24 грудня 2012. Архів оригіналу за 6 червня 2020. Процитовано 6 червня 2020.
- За 5 ночей в урочищі Сандармох було розстріляно 1111 людей. Громадське радіо. 29 жовтня 2016. Архів оригіналу за 6 червня 2020. Процитовано 6 червня 2020.
- Річниця розстрілів у Сандармосі: за що стратили українців?. Громадське радіо. 26 жовтня 2017. Процитовано 6 червня 2020.
- Игорь Осипчук. «Если заключенный догадывался, что приговорен к смерти, и поднимал шум, чекист бил его деревянной дубинкой по голове». Факты и комментарии (рос.). 3 ноября 2017. Архів оригіналу за 6 червня 2020. Процитовано 6 июня 2020.
- Розстріли в Сандармосі замовчують нащадки чекістів (програма «Ранкова Свобода»). Радіо Свобода. 3 листопада 2017. Процитовано 6 червня 2020.
- Ірина Штогрін. Росії не вдасться знищити пам'ять про розстріли в Сандармоху — дослідник. Радіо Свобода. 11 вересня 2018. Архів оригіналу за 6 червня 2020. Процитовано 6 червня 2020.

## Рецензії
- Роман Подкур. «Соловецький реквієм»: з думкою про День гніву. День. 19 березня 2014. Архів оригіналу за 6 червня 2020. Процитовано 6 червня 2020.
- Юрій Сєров (Канада). Напрочуд сучасний «Соловецький реквієм». Дзеркало тижня. Україна. 17 жовтня 2014. Архів оригіналу за 6 червня 2020. Процитовано 6 червня 2020.
- Василь Овсієнко. Голос українських Соловків. Україна молода. 23 жовтня 2014. Архів оригіналу за 6 червня 2020. Процитовано 6 червня 2020.
- Олександр Христенко. Пам'ять народу в книжці «Імперія терору». vectornews.net. 1 березня 2021. Архів оригіналу за 23 квітня 2021. Процитовано 11 березня 2021.
- Марина Кривда. Книжка не лише про минуле, а й про теперішнє. www.golos.com.ua. 26 березня 2021. Архів оригіналу за 10 квітня 2021. Процитовано 29 березня 2021.
- Марина Тепленко. «Імперія терору» — книжка, яку не назвеш мрією окупанта. www.pressreader.com. 14 травня 2021. Архів оригіналу за 23 серпня 2021. Процитовано 23 серпня 2021.

## Нагороди, відзнаки
- Почесне звання «Заслужений журналіст України» (2007)
- Почесна грамота Верховної Ради України (2019)
- Медаль «За сприяння Збройним Силам України» (2021)[46]
- Нагрудний знак «Хрест Доблесті» II ст. (2010)
- «За відзнаку в службі» (III, II, I ст.)
- «10 років Службі безпеки України» (2002)
- «15 років Службі безпеки України» (2007)
- Почесна грамота Держкомтелерадіо України (2004, 2021)[47]
- Грамота Міністерства оборони України (2019)
- Грамота й Сертифікат вдячності Державної служби України з контролю за наркотиками (2013)
- Почесна грамота управління культури Київської обласної державної адміністрації (2021)[48]
- Медаль «70 років Збройних Сил СРСР» (1988)

### Премії
- Премія імені Івана Франка у галузі інформаційної діяльності (2007, 2018)[49]
- Міжнародна премія імені Володимира Винниченка (2011)
- Мистецька премія «Київ» імені Анатолія Москаленка (2014)
- Премія імені В'ячеслава Чорновола за кращу публіцистичну роботу в галузі журналістики (2014)
- Київська обласна літературна премія імені Григорія Косинки (2019)[50]
- Перша премія Літературно-наукового конкурсу Фонду Воляників—Швабінських при Фундації Українського вільного університету (Нью-Йорк, США) (2023)[51]
- Премія Національної спілки журналістів України (2004)
- Премія Служби безпеки України (1996)
- Лауреат IX Відкритого творчого конкурсу журналістів «Срібне перо-2006» у номінації «Найкраща газетна публікація»
- Переможець у творчих конкурсах на найкраще висвітлення міжнародних журналістських автопробігів «Дорога до Криму: проблеми та перспективи» (2004—2008) і Всеукраїнського автопробігу «Схід — Захід: разом назавжди» (2005)

### Відзнаки громадських організацій
- Золота медаль української журналістики (2009)
- Відзнака «Вікімеч» імені Олега «Raider» Ковалишина (2023) — «за внесок у Перемогу України в інформаційній війні»[52]
- «За заслуги» (2013) — орден Федерації футболу м. Києва
- «За заслуги» I ст. (2009) — медаль Федерації футболу м. Києва
- «95 років київському футболу» (2006)
- «Ветеран київського футболу» (2010)
- «XX років Спецпідрозділу „К“ СБ України» (2012) — медаль Української асоціації ветеранів — співробітників спецпідрозділів по боротьбі з корупцією і організованою злочинністю («К») Служби безпеки України

## Захоплення
Історичні, краєзнавчі дослідження, фотографія, спорт, риболовля, подорожі. Займався спортивною гімнастикою в ДЮСШ (1972—1976, м. Краматорськ Донецької області), II спортивний розряд. Віцечемпіон відкритого міського турніру з банджі-джампінгу «Київ-джамп» (2001). Переможець у міжнародному турнірі з футболу серед аматорських команд на приз газети «Експрес-об'ява» (2009, м. Жмеринка Вінницької області), учасник матчів з екстремального футболу на Говерлі, воротар аматорської команди «Журналіст України» (2001—2010). Учасник міжнародних автопробігів і авторалі журналістів (2004—2008), поїздок журналістів і турпоїздок за кордон. Загалом відвідав понад 50 країн світу.